# 崔君绰
崔君绰（?—?），清河郡东武城县（今河北省衡水市故城县）人，出自清河崔氏的定著六房之一的郑州崔氏，崔彦穆长子。
崔君绰博览经史，北周末年，为丞相府宾曹参军。隋朝时崔君绰封东郡公，亲附太子杨勇。开皇二十年（600年），杨勇被废，十月十三日，隋文帝下诏将依附太子的车骑将军阎毗、东郡公崔君绰、游骑尉沈福宝、瀛州术士章仇太翼，特赦免死，各受杖刑一百，本人及其妻子儿女，家产田宅都没入官府。其弟崔君肃。